# Mieczysław Kędra

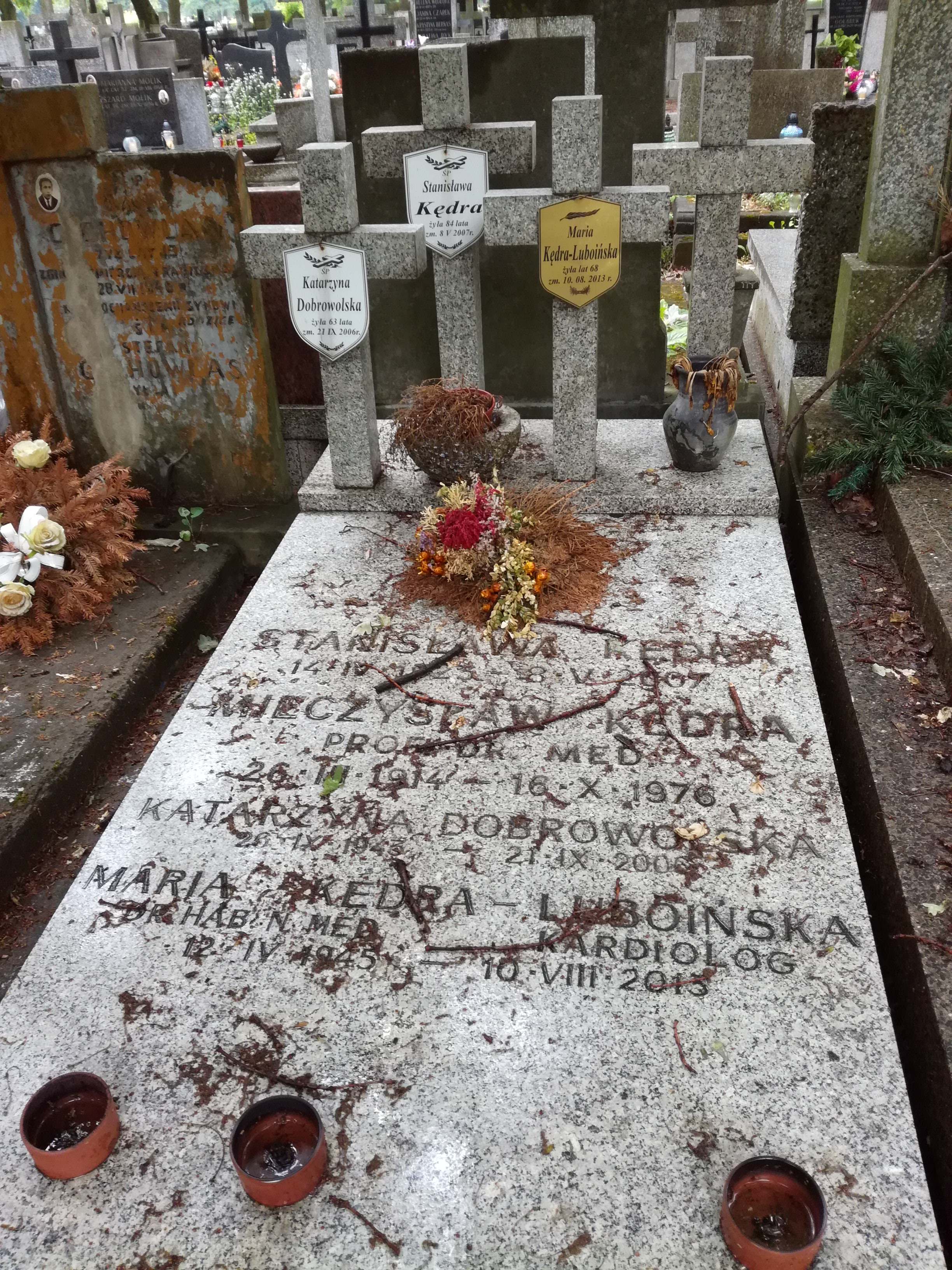
Grób Mieczysława Kędry na cmentarzu Bródnowskim

Mieczysław Kędra (ur. 26 marca 1914 w Humniskach, zm. 16 października 1976 w Lublinie) – polski lekarz internista i kardiolog, profesor, pułkownik Wojska Polskiego. 

## Życiorys
W 1932 ukończył Gimnazjum Państwowe w Brzozowie. Studiował medycynę na Wydziale Lekarskim Uniwersytetu Jana Kazimierza we Lwowie, gdzie w 1938 uzyskał dyplom lekarza, a w 1939 uzyskał tytuł naukowy doktora za pracę pt. Rak i mięsak sutka.
Po II wojnie światowej pracował w Szpitalu Św. Łazarza w Krakowie. Powołany do służby w Ludowym Wojsku Polskim był ordynatorem Oddziału Wewnętrznego Okręgowego Szpitala Wojskowego w Krakowie. Od 1949 do 1953 był zatrudniony w I Klinice Chorób Wewnętrznych Akademii Medycznej we Wrocławiu: jako asystent, adiunkt i habilitował się na podstawie pracy pt. Rola wylewów krwawych w powstawaniu niedomogi wątroby. Pod koniec 1953 ponownie powołany do służby w LWP, był kierownikiem Oddziału Chorób Wewnętrznych Centralnego Szpitala Ministerstwa Obrony Narodowej, później był naczelnym internistą Wojska Polskiego. W wojsku dosłużył stopnia pułkownika. Od końca 1957 był wieloletnim kierownikiem I Kliniki Chorób Wewnętrznych (od 1970 Klinika Kardiologii Instytutu Chorób Wewnętrznych) Akademii Medycznej w Lublinie. Na tej uczelni od 1960 do 1964 był prodziekanem, później dziekanem Wydziału Lekarskiego. W 1954 został mianowany na profesora nadzwyczajnego, w 1964 na profesora zwyczajnego.
Od 1962 do 1965 pełnił funkcję przewodniczącego Rady Naukowej Państwowego Zakładu Wydawnictw Lekarskich, był członkiem Rady Naukowej Instytutu Hematologii. Działał także jako redaktor naczelny pisma „Polski Tygodnik Lekarski” od 1955 do 1976. Zasiadał także w radach redakcyjnych czasopism „Reumatologia Polska”, „Acta Medica Polona”, „Polish Medical Journal”, „Cor et Vasa”. Opublikował ok. 240 prac naukowych, głównie dotyczących chorób układu krążenia. W 1975 otrzymał tytuł doktora honoris causa Wojskowej Akademii Medycznej w Łodzi.
Pochowany na cmentarzu Bródnowskim w Warszawie (kwatera 6I-1-18).